# 衛星食
衛星食或衛星蝕，是指人造衛星被其圍繞著的天體擋住，得不到陽光照射的現象。
衛星食主要影響依靠太陽能發電的人造衛星。低軌道、短周期的人造衛星在運行期間經常會出現衛星食，但為時通常不多於１小時，衛星上的蓄電池一般能夠應付。但同步軌道衛星這一類軌道高、長周期的衛星，一旦出現衛星食，可維持數小時，有可能需要關閉衛星上部分設備減少耗電。而衛星食時會造成的急速降溫，也是設計衛星時必須考慮在內的。
對於位在赤道上方的同步軌道衛星，衛星食現象通常發生在春分和秋分前後，太陽直射赤道，因此一到了夜間，衛星、地球、太陽形成一直線，衛星極可能被地影遮蔽而產生衛星食。

## 外部連結
尋星族園地提供的陽光飛躍的干擾與衛星蝕